# Zastava M56

Ist das Bajonett, die der Mündung des Gewehrs befestigt werden kann Zastava M56 – eine Maschinenpistole, die in Jugoslawien hergestellt wurde, Exponat des Museum für Professionelle Miniaturkunst Henryk Jan Dominiak in Tychy, 55 × 290 mm

Die Zastava M56 war eine Maschinenpistole, die in Jugoslawien hergestellt wurde. Sie wurde als Ersatz für die Maschinenpistole M49, im Kaliber 7,62 × 25 mm Tokarew M1930, entwickelt und von den jugoslawischen Streitkräften eingeführt. Viele Bauelemente wurden von der deutschen MP 40 übernommen.
In den späten 1950er-Jahren begannen die jugoslawischen Streitkräfte ihre Ausrüstung zu modernisieren. Für diese Zwecke wurde die M56 entwickelt, um die M49-Maschinenpistole zu ersetzen. Ab 1965 wurde in geringeren Stückzahlen zusätzlich eine identische Version für das Kaliber 9 × 19 mm hergestellt, die als M65 bezeichnet wurde.
Die Zastava M56 ist ein zuschießender Rückstoßlader mit unverriegeltem Masseverschluss. Die einklappbare Schulterstütze und der grundsätzliche Aufbau der Waffe wurden von der deutschen MP 40 kopiert. Der technische Aufbau entspricht einer stark vereinfachten MP 40, wodurch die M56 unangenehm zu bedienen ist. Außer der MP 40 ähnelt die M56 auch der sowjetischen PPS-43-Maschinenpistole. Die Waffe verfügt über einen Feuerwahlhebel, um zwischen Einzel- und Dauerfeuer zu wählen. Um die Waffe auf Einzelfeuer zu stellen, muss der Knopf vor dem Abzugsbügel nach links gedrückt werden. Dann ist die Beschriftung „JEU“ für Einzelfeuer zu sehen. Für Dauerfeuer wird der Schalter nach rechts gedrückt, wobei die Beschriftung „RAFAL“ zu lesen ist. Um die Waffe zu sichern ist es möglich den Spanngriff bei geöffnetem Verschluss, 90 Grad um die eigene Achse zu drehen, wodurch der Verschluss blockiert wird. Der Spanngriff befindet sich auf der rechten Seite. Als Zielvorrichtung dient ein Klappvisier, das für eine Distanz von 100 oder 200 Metern eingestellt werden kann. Die Mündungsgeschwindigkeit beträgt 520 Meter pro Sekunde, die maximale Einsatzschussweite 200 Meter. Die Maschinenpistole kann zerlegt werden, indem man einen Knopf am hinteren Ende des Gehäuses drückt, um die Endkappe abschrauben zu können. Danach können Verschluss und Rückholfeder entnommen werden. Die Konstruktion der M56 erlaubt es allerdings, die Waffe falsch zusammen zu bauen. Dadurch ist es möglich, dass sich die Waffe während des Gebrauchs (vor allem während des Schießens) selbst zerlegt.